# Lundey
Lundey, literalmente "Ilha dos Papagaios" em islandês, é uma pequena ilha desabitada na costa ocidental de Reykjavík, na Islândia.
Possui cerca de 400 m de comprimento por 150 m de largura. Seu ponto mais alto fica a cerca de 14 metros acima do nível do mar. A ilha serve como um refúgio para as aves marinhas, incluindo papagaios-do-mar, os fulmares e andorinhas-do-Ártico.
Há duas outras ilhas conhecidas como Lundey na Islândia: uma no fiorde de Skagafjörður e outra na baía Skjálfandi, ambas no norte da Islândia.